# Amur
Sông Amur hay Hắc Long Giang (tiếng Nga: Амур; tiếng Trung giản thể: 黑龙江, phồn thể: 黑龍江. bính âm: Hēilóng Jiāng), tức "Hắc Long Giang" hay là "sông Rồng đen"; tiếng Mông Cổ: Хара-Мурэн, Khara-Muren có nghĩa là "sông Đen"; tiếng Mãn: Sahaliyan Ula cũng có nghĩa là "sông Đen"), với tổng chiều dài lên đến 4.444 km, nó trở thành con sông lớn thứ 10 trên thế giới, tạo thành biên giới tự nhiên giữa miền Viễn Đông của Nga và vùng Mãn Châu (tỉnh Hắc Long Giang) của Trung Quốc.

## Tên gọi
Trong lịch sử, người ta thường gọi một con sông chỉ đơn giản là "nước". Có những từ tương tự cho "nước" hoặc "sông" trong một số ngôn ngữ Á châu: ví dụ: 물 mul ("nước") trong tiếng Triều Tiên, muren hoặc mörön ("sông") trong tiếng Mông Cổ và 水 midu> mizu ("nước") trong tiếng Nhật. Tên "Amur" có thể đã phát triển từ một từ gốc của nước, kết hợp với một công cụ sửa đổi kích thước cho "Nước lớn".
Tên tiếng Trung Quốc của sông, Hắc Long Giang (黑龍江), có nghĩa là sông Rồng Đen, và tên tiếng Mông Cổ của nó, Khar mörön (Cyrillic: Хар мөөөө), có nghĩa là Sông Đen.
Sông Amur được gọi là Hara-Muren trong tiếng Mông Cổ, Silkar ở Tungusian, Sahaliyan Ula ở Mãn Châu.
Tên cổ của nó là Yushui, Wanshui và Heishui. Tên tiếng Nga Amur có nguồn gốc từ tên tiếng Mông Cổ Amar, có nghĩa là yên tĩnh hoặc yên bình.

## Lịch sử

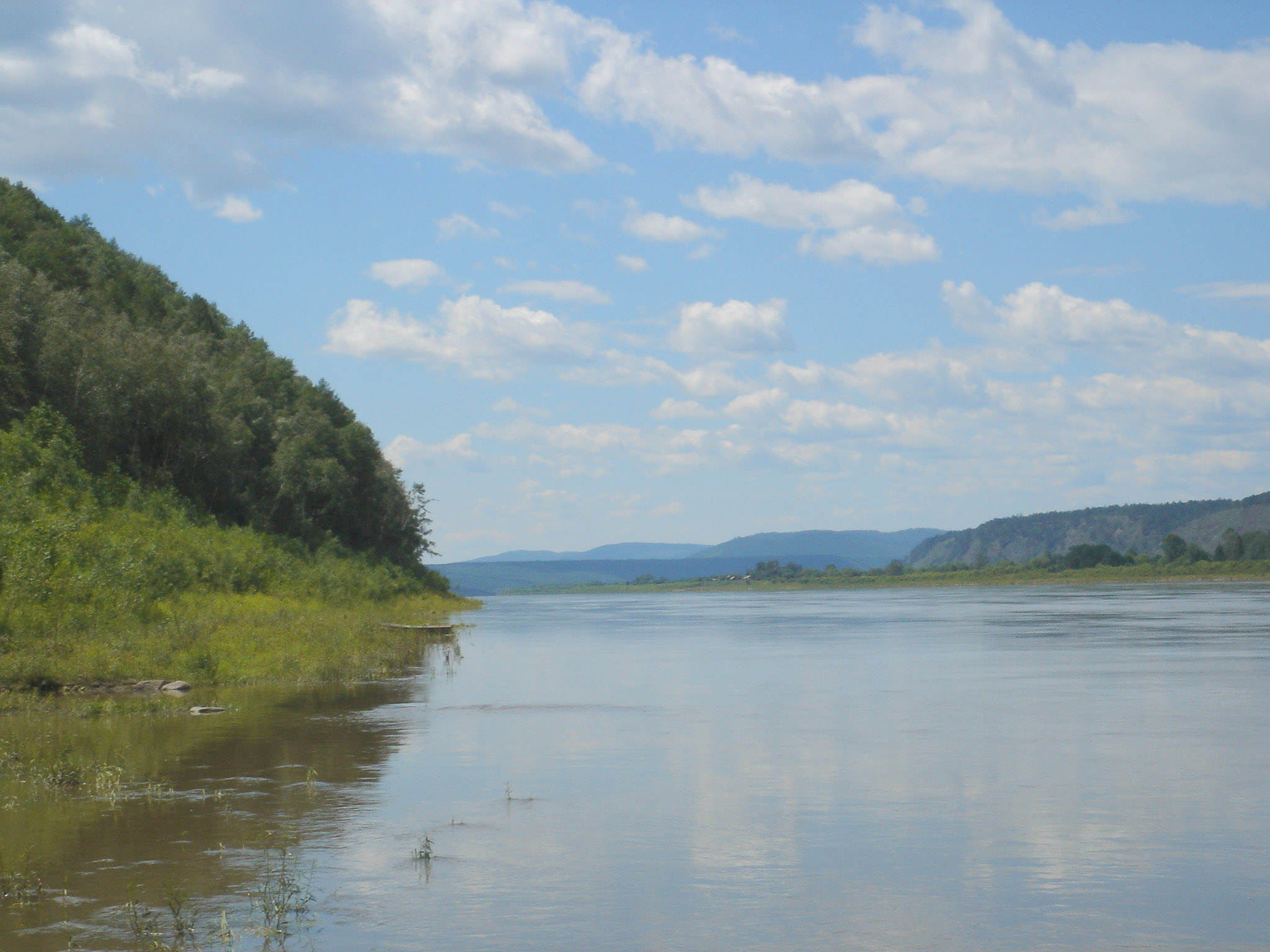
Sông Amur (Hắc Long Giang)

Trước khi người Nga đặt chân đến vùng này vào thế kỷ 19, sông Amur đã được người Mãn đặt tên là sahaliyan ula, có nghĩa là Hắc giang (sông Đen), là nơi tổ tiên họ đã sinh sống trong một thời gian dài và nhà Thanh luôn coi con sông này như là một dòng sông linh thiêng.
Trong nhiều tư liệu lịch sử đã có hai thực thể địa chính trị được biết đến như là Nội Mãn Châu và Ngoại Mãn Châu. Tỉnh Hắc Long Giang của Trung Quốc nằm ở phía nam con sông này và được đặt tên theo tên gọi trong tiếng Trung của con sông, cũng như tỉnh Amur của Nga nằm ở phía bắc con sông.
Sông Amur là một biểu tượng và là một yếu tố địa chính trị quan trọng trong quan hệ Nga-Trung. Sông Amur đã có tầm quan trọng đặc biệt trong thời kỳ sau sự chia rẽ về chính trị giữa Trung Quốc và Liên Xô trong thập niên 1960.
Đối với nhiều cư dân định lượng hàng thế kỷ của Thung lũng Amur bao gồm các dân tộc Tungus (Evenk, Solon, Ducher, Nữ Chân, Nanai, Ulch), Mông Cổ (Daur), một số người Ainu và, gần nơi của họ, người Nivkh. Đối với nhiều nhóm trong số này, đánh bắt cá ở Amur và các nhánh sông của nó là nguồn sinh kế chính của họ. Cho đến thế kỷ 17, những người này không được người châu Âu biết đến và ngay cả người Hán ở Trung Quốc đại lục cũng ít biết đến, đôi khi họ gọi chung là những Dã Nhân Nữ Chân. Thuật ngữ tiếng Trung Yúpí Dázi 魚皮韃子 (Ngư Bì Đát Tử, "Tatars (Thát Đát) da cá") đã được áp dụng cho người Nanai và các nhóm liên quan, do quần áo truyền thống làm bằng da cá của họ.
Người Mông Cổ, cai trị khu vực vào thời nhà Nguyên, đã thiết lập một sự hiện diện quân sự hạn chế trên vùng hạ lưu Amur trong thế kỷ 13 và 14; tàn tích của một ngôi đền thời Nguyên đã được khai quật gần làng Tyr. 

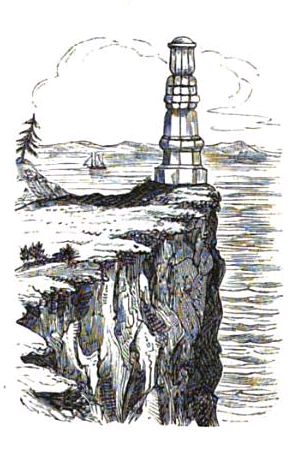
Phần còn lại của di tích của Yishiha tại Tyr c. 1860

Vào giai đoạn cầm quyền của các Hoàng đế Minh Thành Tổ và Minh Tuyên Tông (đầu thế kỷ 15), triều đại nhà Minh đã đến Amur trong nỗ lực của họ để thiết lập quyền kiểm soát các vùng đất tiếp giáp với Trung Quốc ở phía đông bắc, sau này được gọi là Mãn Châu. Các cuộc thám hiểm do thái giám Yishiha đứng đầu đã đến Tyr nhiều lần trong khoảng thời gian từ 1411 đến đầu những năm 1430, xây dựng lại (hai lần) Đền Yongning và có được ít nhất là sự trung thành danh nghĩa của các bộ lạc hạ lưu Amur với chính quyền nhà Minh. Một số nguồn tin cũng cho biết sự hiện diện của Trung Quốc trong cùng thời kỳ ở giữa sông Amur - một pháo đài tồn tại ở Aigun trong khoảng 20 năm trong thời Thành Tổ ở bờ trái (phía tây bắc) của Amur ở hạ lưu từ cửa sông Zeya. Aigun triều đại nhà Minh này nằm ở bờ đối diện với Aigun sau này được di dời sau thời nhà Thanh. Trong mọi trường hợp, sự hiện diện của nhà Minh trên Amur chỉ tồn tại trong một thời gian ngắn; Ngay sau khi Minh Thành Tổ qua đời, biên giới của nhà Minh đã rút về miền nam Mãn Châu.
Ảnh hưởng văn hóa và tôn giáo của Trung Quốc như Tết Nguyên Đán, "Thần Trung Quốc", các họa tiết Trung Quốc như rồng, xoắn ốc, cuộn, và hàng hóa vật chất như nông nghiệp, chăn nuôi, sưởi ấm, nồi nấu sắt, lụa và bông lan truyền giữa người bản xứ Amur chẳng hạn như Udeghes, Ulchis và Nanai.
Các cuộc thám hiểm Cossack của Nga do Vassili Poyarkov và Yerofey Khabarov dẫn đầu đã khám phá Amur và các nhánh của nó lần lượt vào năm 1643-44 và 1649-51. Người Cossack đã thành lập pháo đài Albazin ở thượng nguồn Amur, tại địa điểm của kinh đô cũ của Solon.

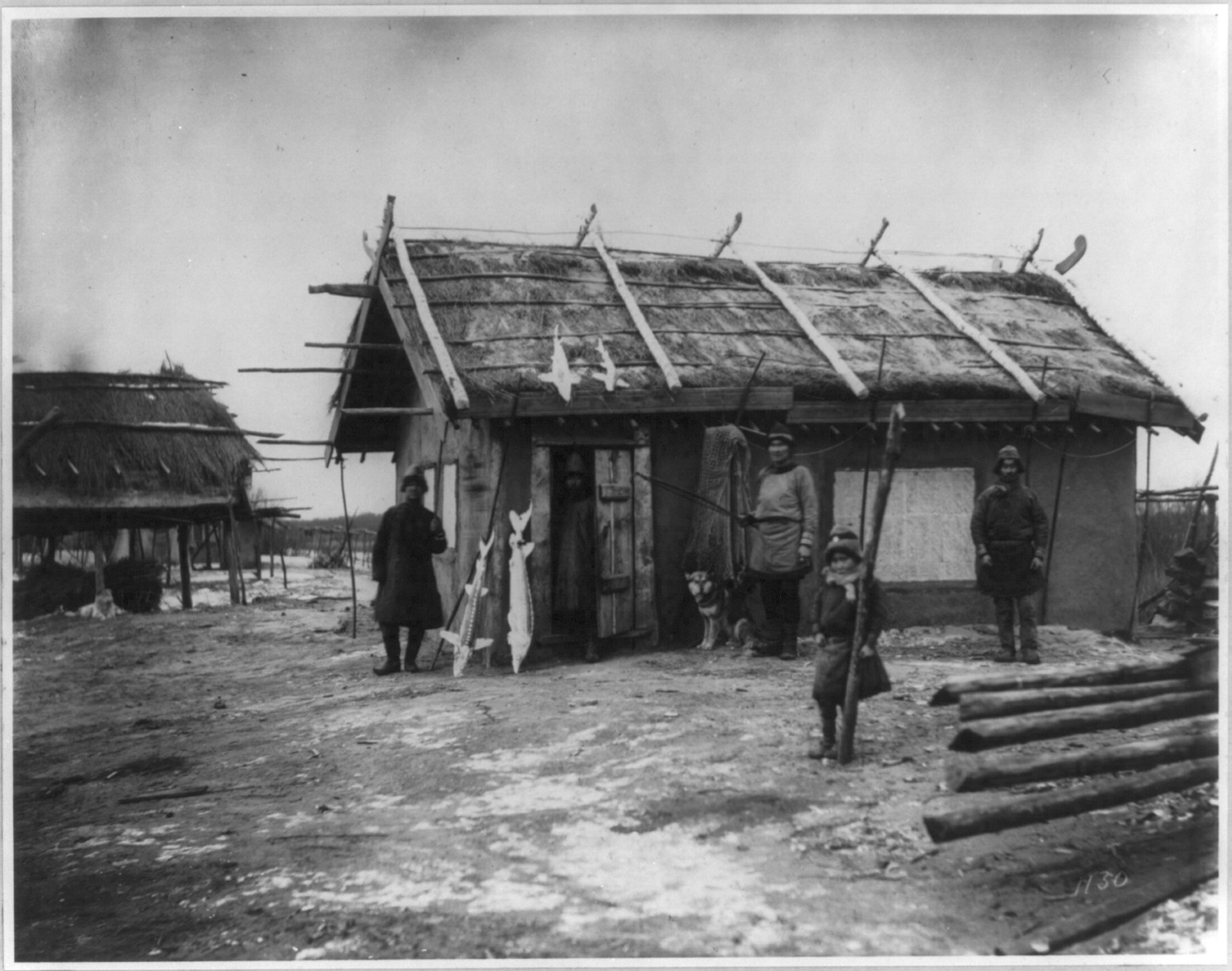
Làng của người Nanai dọc sông Amur, phía bắc Khabarovsk, 1895

Vào thời điểm đó, nhà Thanh của người Mãn đang bận rộn với việc chinh phục Trung Quốc; nhưng vài thập kỷ sau, trong thời Khang Hy (1661-1722), họ chuyển sự chú ý sang sân sau của người Mãn Châu ở phương bắc. Aigun được tái lập gần địa điểm được cho là của nhà Minh vào khoảng năm 1683-1684, và một cuộc thám hiểm quân sự đã đi ngược dòng để đánh bại người Nga, nơi mà Albazin đã tước quyền thống trị của nhà Thanh để triều cống chồn zibelin mà người Solon và Daur của khu vực này phải làm hàng năm. Albazin đã thất thủ trong một chiến dịch quân sự ngắn vào năm 1685. Điều ước Nerchinsk, được ký kết năm 1689, đánh dấu sự kết thúc của chiến sự: họ phải rời khỏi toàn bộ thung lũng Amur, và điểm hội tụ của sông Shilka và sông Argun ở hạ lưu rơi vào tay Trung Quốc.

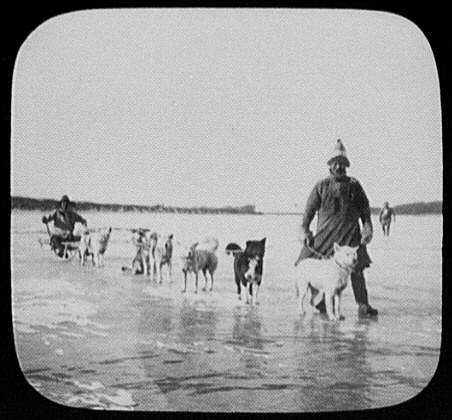
Người Nanai và chó kéo xe của họ trên sông Amur đã đóng băng, 1895

Fedor Soimonov được gửi đến để lập bản đồ khu vực Amur nhỏ được khám phá vào năm 1757. Ông đã lập bản đồ Shilka, một phần trong lãnh thổ Trung Quốc, nhưng đã bị buộc quay trở lại khi đến đoạn hợp lưu với Argun. Sự thịnh vượng của Nga đối với Kitô giáo Chính thống đối với các dân tộc bản địa dọc theo sông Amur được xem là mối đe dọa của nhà Thanh.
Vùng Amur vẫn là một hậu phương tương đối của Đế quốc Thanh trong một thế kỷ rưỡi tiếp theo, với Aigun thực tế là thị trấn lớn duy nhất trên sông. Người Nga xuất hiện trở lại trên sông vào giữa thế kỷ 19, buộc nhà Thanh phải giao tất cả các vùng đất phía bắc của dòng sông cho Đế quốc Nga bằng Điều ước Ái Hồn (1858). Các vùng đất phía đông Ussuri và hạ lưu Amur cũng được Nga mua lại, theo Công ước Bắc Kinh (1860).
Việc mua lại các vùng đất ở Amur và Ussuri được theo sau bởi sự di cư của những người định cư Nga đến khu vực và xây dựng các thành phố như Blagoveshchensk và sau đó là Khabarovsk.
Vô số tàu hơi nước sông, được xây dựng ở Anh, đã phục vụ Amur vào cuối thế kỷ 19. Sa hoàng Nicolas II của Nga, sau đó là Tsarovitch, đã đến thăm Vladivostok và sau đó du ngoạn trên sông. Nạo vét khai thác được nhập khẩu từ Mỹ để làm việc sa khoáng vàng của dòng sông. Hàng rào và giao thông đường sông bị cản trở rất nhiều bởi Nội chiến Nga 1918-22. Hồng quân Liên Xô có đội tàu Amur Flotilla tuần tra trên sông trên những chiếc thuyền sông bị cô lập. Trong những năm 1930 và trong Chiến tranh, người Nhật đã có một đội tàu riêng trên sông. Năm 1945, Liên Xô một lần nữa đưa đội tàu của mình lên sông. Các pháo hạm Yangtse cũ của Đức là Vaterland và Otter, phục vụ Hải quân Quốc gia Trung Quốc, đã tuần tra Amur trong những năm 1920.
Ngày nay, các ngành kinh tế quan trọng trong lưu vực sông Amur bao gồm luyện kim, khai thác quặng sắt, các kim loại màu, vàng, than, thủy điện, lúa mì, kê, đậu tương, nghề cá, gỗ và thương mại Nga-Trung. Mỏ dầu Đại Khánh, là mỏ dầu lớn thứ tư trên thế giới, nằm gần thành phố Đại Khánh trong tỉnh Hắc Long Giang, chỉ cách con sông này vài trăm kilômét.

## Dòng chảy

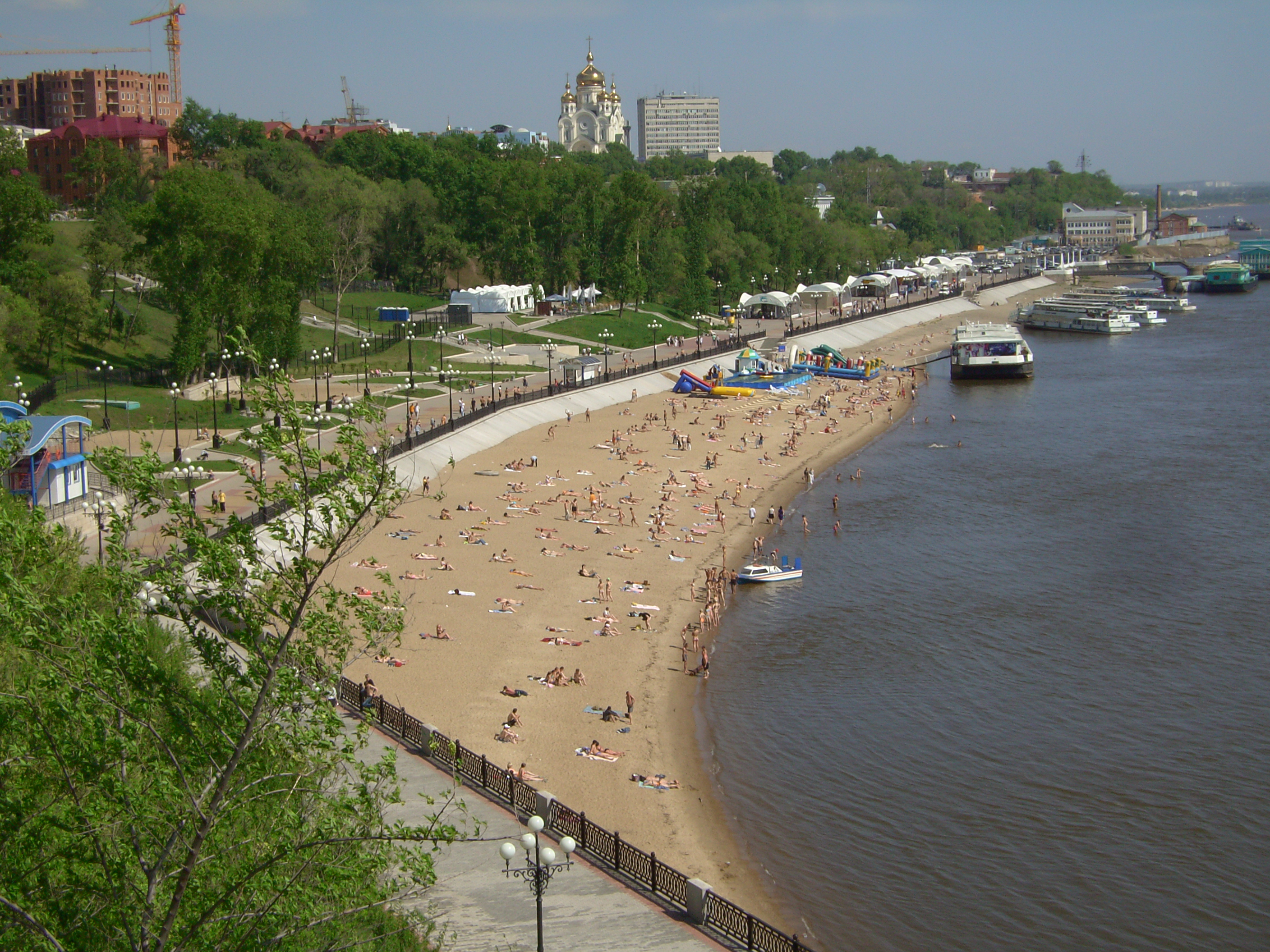
Bờ sông Amur ở Khabarovsk

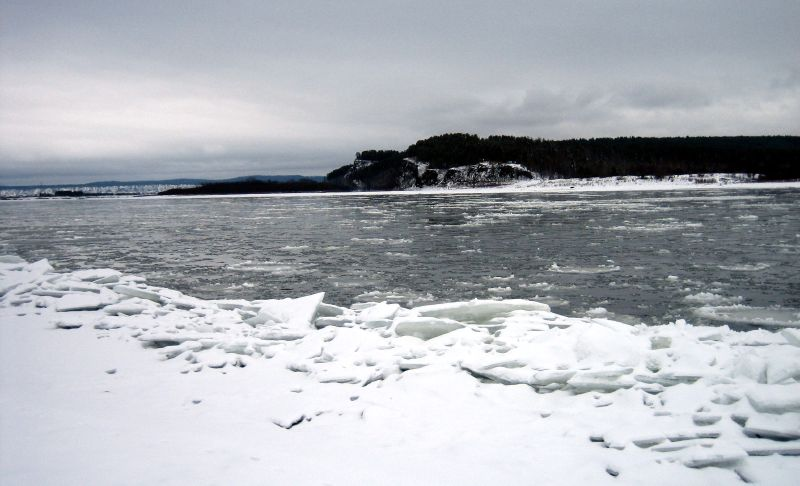
Băng trôi trên sông Amur

Chảy dọc theo miền đông bắc châu Á trên 4.444 km (2.761 dặm), từ các dãy núi ở đông bắc Mông Cổ tới biển Okhotsk (gần Nikolayevsk-na-Amure), nó tưới tiêu cho một khu vực đáng kể, bao gồm nhiều loại cảnh quan đa dạng như hoang mạc, thảo nguyên, lãnh nguyên và rừng taiga, cuối cùng chảy vào Thái Bình Dương thông qua eo biển Tatar.
Phần chiều dài chính của sông Amur là 2.874 km. Con sông bắt đầu trên những ngọn đồi ở phía tây của Đông Bắc Trung Quốc ở độ cao 303 mét (994 ft) sau khi có sự hợp lưu của hai sông Shilka và Argun tại gần thôn Lĩnh Lạc Cổ (洛古河, miền tây huyện Mạc Hà (漠河) thuộc tỉnh Hắc Long Giang, Trung Quốc) và Pokrovka (Nga) để trở thành sông Amur. Nó chảy về phía đông tạo thành biên giới giữa Trung Quốc và Nga, và từ từ tạo ra một vòng cung lớn về phía đông nam khoảng 400 km (250 dặm), nhận được nhiều nhánh sông và đi qua nhiều thị trấn nhỏ. Tại Hô Mã, nó được nhập vào bởi một nhánh chính, Hô Mã He. Sau đó, nó tiếp tục chảy về phía nam cho đến khi, giữa các thành phố Blagoveshchensk ở Nga và Hắc Hà ở Trung Quốc, nó mở rộng đáng kể khi nó được nối với một trong những nhánh sông quan trọng nhất của nó là sông Zeya.
Sông Amur sau đó uốn thành hình vòng cung ở phía đông và quay về hướng đông nam một lần nữa tại ngã ba sông với sông Bureya, sau đó không nhận được một nhánh quan trọng nào trong gần 250 km (160 dặm) trước khi hợp lưu với nhánh sông lớn nhất của nó, Tùng Hoa, tại Đồng Giang. Tại nơi hợp lưu với Tùng Hoa, dòng sông rẽ theo hướng đông bắc, chảy về phía Khabarovsk, nơi nó nối với Ussuri và từ đó ngừng xác định biên giới Nga-Trung Quốc. Bây giờ, dòng sông lan rộng ra như một con sông phân dòng, chảy theo hướng bắc-đông bắc qua một thung lũng rộng ở phía đông nước Nga, đi qua Amursk và Komsomolsk-na-Amure. Thung lũng thu hẹp sau khoảng 200 km (120 dặm) và dòng sông lại chảy về phía bắc trên đồng bằng tại ngã ba sông với Amgun. Không lâu sau, Amur chảy mạnh về phía đông và vào một cửa sông tại Nikolayevsk-na-Amure, khoảng 20 km (12 mi) về phía hạ lưu, nó chảy vào Eo biển Tatar.
Các sông nhánh chính là:
- Ingoda,
- Onon,
- Shilka,
- Kherlen,
- Argun,
- Zeya,
- Selemdzha
- Bureya,
- Tùng Hoa,
- Nộn Giang
- Ussuri,
- Amgun

Sông Amur là ranh giới tự nhiên của tỉnh Hắc Long Giang thuộc Trung Quốc ở phía nam với tỉnh Amur, tỉnh tự trị Do Thái (Evreyskaya avtonomnaya oblast) và vùng Khabarovsk thuộc Nga ở phía bắc. Phần hạ lưu sông Amur chảy qua vùng Khabarovsk. Nó chảy qua các thành phố sau:
- Hô Mã (Trung Quốc, bờ nam)
- Blagoveshchensk (Nga, bờ bắc)
- Hắc Hà (Trung Quốc, bờ nam)
- Gia Ấm (Trung Quốc, bờ nam)
- Đồng Giang (Trung Quốc, bờ nam)
- Phủ Viễn (Trung Quốc, bờ nam)
- Khabarovsk (Nga, bờ nam)
- Komsomolsk-na-Amur (Nga, bờ bắc)
- Amursk (Nga, bờ bắc)
- Nikolayevsk-na-Amur (Nga, bờ bắc)

## Môi trường hoang dã
Người ta tin rằng có ít nhất 123 loài cá từ 23 họ sinh sống ở Amur. Phần lớn là thuộc phân họ Gobioninae thuộc bộ Cá chép, theo sau là số lượng họ Cá hồi. Một số loài là đặc hữu. Pseudaspius và Mesocottus là các chi đơn loài chỉ được tìm thấy ở Amur và một số sông ven biển gần đó.
Bốn loài thuộc họ Cá tầm có thể được tìm thấy: Cá tầm Kaluga, cá tầm Amur, cá tầm Sakhalin và cá tầm nhỏ. Cá tầm Kaluga và Amur là loài đặc hữu. Cá tầm nhỏ được giới thiệu từ sông Obi vào những năm 1950.
Lưu vực sông là nơi sinh sống của nhiều loại cá săn mồi lớn như cá lóc Trung Quốc, cá taimen, cá nheo sông Amur, cá chép cũng như các quần thể phân bố cực bắc của rùa mai mềm bắc Trung Quốc và sen hồng.

## Cầu và đường hầm

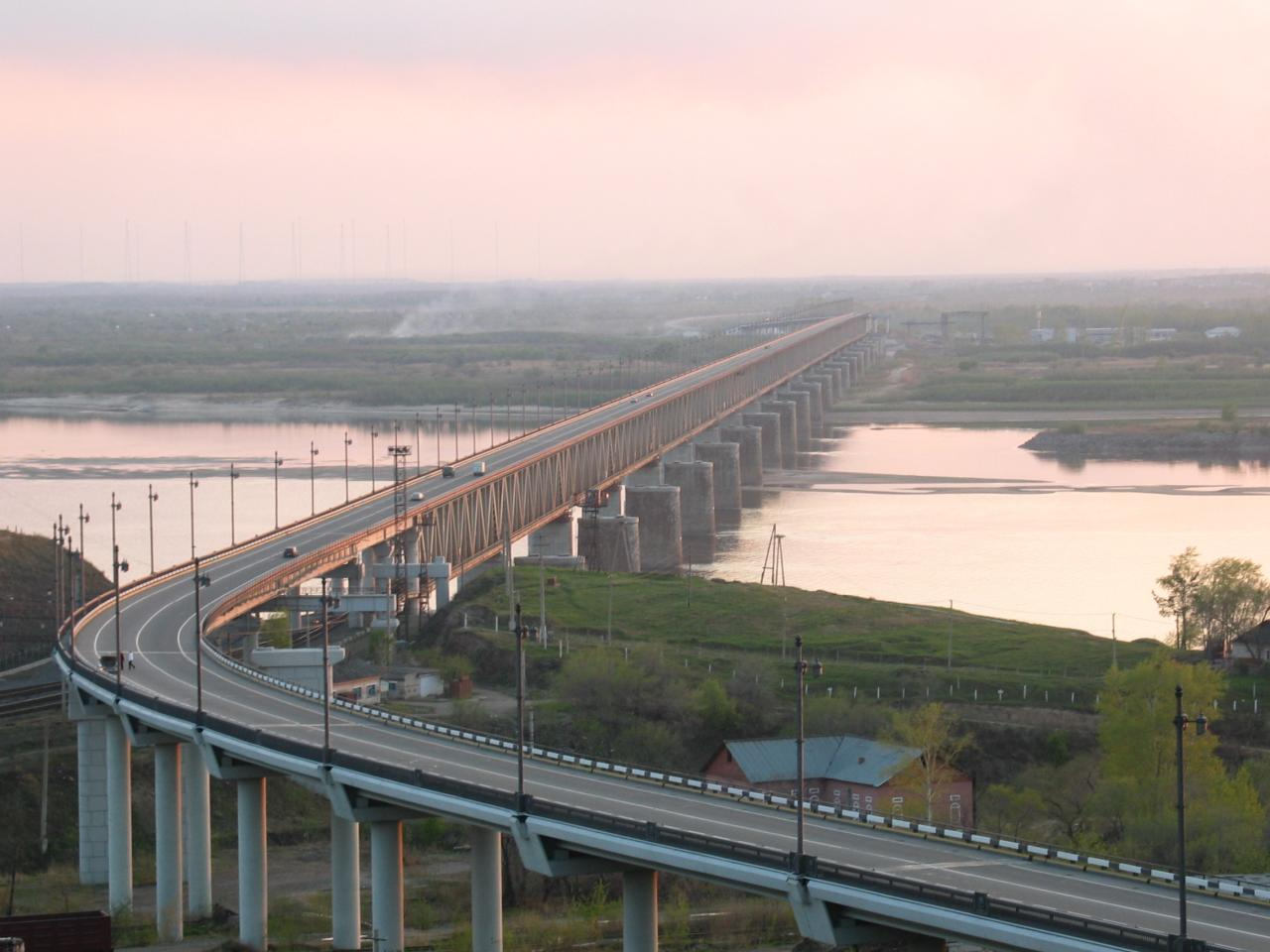
Cầu Khabarovsk từng được xem là cây cầu dài nhất ở đế quốc Nga và lục địa Á-Âu.

Cây cầu lâu dài đầu tiên bắc qua sông Amur, Cầu Khabarovsk với chiều dài tổng thể 2.590 mét (8.500 ft), được hoàn thành vào năm 1916, cho phép các đoàn tàu trên Đường sắt xuyên Sibir đi qua sông quanh năm mà không cần sử dụng phà hoặc đường ray trên đỉnh băng sông. Năm 1941, một đường hầm đường sắt cũng được bổ sung.
Sau đó, một cây cầu đường bộ và đường sắt kết hợp qua Amur tại Komsomolsk-on-Amur (1975; 1400 m) và cầu đường bộ và đường sắt Khabarovsk (1999; 3890 m) đã được xây dựng.
Cầu đường sắt Tongjiang-Nizhneleninskoye đã được đề xuất vào năm 2007 bởi Valery Solomonovich Gurevich, phó chủ tịch của Khu tự trị Do Thái ở Nga. Cây cầu đường sắt bắc qua Amur sẽ kết nối Đồng Giang với Nizhneleninskoye, một ngôi làng ở Khu tự trị Do Thái. Phần cầu của Trung Quốc đã hoàn thành vào tháng 7 năm 2016. Vào tháng 12 năm 2016, công việc bắt đầu ở phần cầu của Nga. Cây cầu dự kiến sẽ mở cửa vào năm 2020.